# Villestrup å
Villestrup å är ett cirka 20 km långt vattendrag i Danmark.   Det ligger i Region Nordjylland. Ån mynnar ut i Mariager fjord och dess dalgång och källa bildar Natura 2000 området Villestrup ådal.
Vattendraget börjar i ett skogsklätt område. Via biflöden förser källan Store Blåkilde vattendraget med vatten. Herrgården Willestrup ligger längs vattendraget. I dess senare delar börjar vattendraget skära djupare ner i marken och bildar en dal med 15-20 meters djup.